# Carlo di Borgogna (opera)
Carlo di Borgogna è un'opera del compositore Giovanni Pacini su libretto di Gaetano Rossi. La prima rappresentazione ebbe luogo il 21 febbraio 1835 al Teatro la Fenice di Venezia.

## Interpreti della prima rappresentazione
| Personaggio        | Interprete              |
| ------------------ | ----------------------- |
| Carlo              | Domenico Donzelli       |
| Leonora di Jork    | Henriette Méric-Lalande |
| Arnoldo            | Domenico Cosselli       |
| Estella            | Giuditta Grisi          |
| Amelia             | Mariella Bramati        |
| Lord Athol         | Lorenzo Lombardi        |
| Guglielmo d'Erlach | Antonio Solari          |

Direttore: Gaetano Mares.

Scenografo: Francesco Bagnara.

## Trama
Luogo: Digione (prima parte) e Svizzera (seconda e terza parte)
Epoca:

### Parte I
La popolazione della Borgogna giunge a salutare Carlo "il Temerario" (Carlo I di Borgogna), dopo la sottomissione della città di Liegi. Tra le ragazze che gettano fiori ai suoi piedi e gli porgono una corona d'alloro  c'è Estella, la figlia del mentore di Carlo, Arnoldo. Durante la cerimonia, i due non possono nascondere il reciproco trasporto (Cavatina, Del ciel cura, quest'alloro). Giunge poi Lord Athol con una lettera dall'Inghilterra, che ricorda a Carlo la promessa di matrimonio con Leonora, la sorella di Edoardo IV. Athol comunque sospetta che Carlo non sia affatto felice di ciò.
Negli appartamenti di Arnoldo nel palazzo ducale, Amelia predice a Estella che diverrà duchessa di Borgogna. Quando giunge Carlo, però, egli deve annunciare il suo fidanzamento con Leonora (Terzetto, Ad un'altra). Arnoldo è indignato e incolpa Carlo di essere un seduttore, promettendo che presto si vendicherà.
Leonora giunge in Borgogna (Cavatina, Vago ciel del caro sposo) ed è assai contrariata dal fatto che Carlo sia in ritardo al matrimonio che deve subito avere luogo. Quando Carlo finalmente giunge, dapprima si dimostra distaccato con Leonora, poi si lascia coinvolgere dal matrimonio all'arrivo di Estella che, furiosa, lo reclama per sé (Terzetto, ‘Mira un dio). Lord Athol ordina che Estella sia arrestata, ma Carlo gli dice che non ha il diritto di farlo. Appare Arnoldo per difendere l'onore della figlia e, in un duello con Athol, rimane ferito. Estella fugge mentre Leonora dichiara che l'Inghilterra la vendicherà.

### Parte II
Gli abitanti di un villaggio svizzero celebrano l'arrivo del loro "angelo", che da un anno li sta aiutando. Appare Guglielmo e incita tutti a difendersi contro i borgognoni invasori. Giunge un guerriero con un'armatura nera, e Guglielmo riconosce in lui Arnoldo,  che è sopravvissuto al duello con Athol e ora è in cerca della figlia. Guglielmo decide di unirsi alla loro causa, a condizione di poter rimanere anonimo (Aria, D'essa in traccia). Giungono Athol e Leonora (vestita da cavaliere), che sono rimasti divisi dall'esercito di Carlo. Athol va a cercare un luogo dove ripararsi da un'imminente tempesta, e Leonora è raggiunta da Arnoldo, che capisce che è un nemico, ma la lascia passare incolume in onore alle usanze svizzere (Duetto, Carlo di guerra è il fulmine).
Estella, l'"angelo" del luogo, sta meditando quando Amelia annuncia l'arrivo di due ospiti. Esce da una porta segreta e Amelia fa entrare i due  – sono Carlo e uno dei suoi cavalieri, Oberto. Oberto si ritira per la notte, e i pensieri di Carlo si rivolgono a Estella. Estella appare improvvisamente e lo mette di fronte al suo misfatto, nonostante che Carlo continui a dirsi ancora innamorato di lei (Duetto-finale, L'ombra mira di colei). Estella scopre una tomba con l'iscrizione "Arnoldo d'Ivrj!", con accanto un'altra tomba con la scritta "per Estella d'Ivrj". Carlo estrae la sua spada e chiede ad Estella di ucciderlo, ma lei rifiuta. Carlo ode i corni dei suoi compagni e parte per unirsi a loro. Estella esce nuovamente dalla porta segreta.

### Parte III
Vicino a un monastero sta avendo luogo una schermaglia. Leonora, ancora vestita da cavaliere, viene catturata da Guglielmo ma, mentre le truppe ne chiedono la morte, appare Estella, nascosta dietro pesanti veli. Le due donne si riconoscono e ciascuna accusa l'altra di avere distrutto la propria felicità (Duetto, Ciel! Tu…). Leonora attende che venga ordinata la sua condanna a morte, ma Estella comanda che ella venga condotta in salvo presso le forze di Carlo.
Gli svizzeri stanno preparando un'imboscata presso una scoscesa gola, accatastando massi presso il precipizio per gettarli sui borgognoni. Quando giungono le truppe di Carlo, Estella, da una delle alture rocciose, li avverte di non procedere oltre. Carlo raduna le truppe (Aria, Del Leone di Borgogna). Giunge Leonora, ancora cercando di ricongiungersi alle forze di Carlo (Aria, Or io prego. Deh! Lasciate…). Carlo appare su un ponte che attraversa la gola, viene avvicinato da Arnoldo e i due combattono. Guglielmo costringe Leonora a guardare Arnoldo che sta avendo la meglio su Carlo, il cui corpo precipita nella gola, mentre gli svizzeri scagliano i massi sull'esercito nemico. Estella riconosce Arnoldo, ma egli cade morto tra le sue braccia. L'opera termina con gli svizzeri che celebrano la loro vittoria (Finale, Vi salvate: il tradimento).

## Struttura musicale
- Sinfonia

### Atto I
- N. 1 - Introduzione 
  - Coro e Cavatina di Arnoldo Odi: i cannoni annunziano - Di mia cura, di mia fede
  - Coro e Cavatina di Carlo Senti senti, guerreschi concerti - Vinsi o popoli
  - Coro, Cavatina e cabaletta di Estella Ma d'arpe tremanti qual s'ode armonia! - Del ciel cura quest'alloro
  - Stretta Se voce di gloria (Estella, Carlo, Arnoldo, Amelia, Coro)
- N. 2 - Terzetto fra Estella, Carlo ed Arnoldo Nol cercar / Carlo!
- N. 3 - Coro e Cavatina di Leonora Qual astro novello, repente, sì bello - Vago ciel del caro sposo (Leonora, Coro)
- N. 4 - Finale I Mira un Dio, che da quel tempio (Estella, Leonora, Carlo, Arnoldo, Athol, Amelia, Coro)

### Atto II
- N. 5 - Introduzione Alla festa, compagne (Coro, Guglielmo)
- N. 6 - Aria di Arnoldo D'essa in traccia, oh! quanto errai (Arnoldo, Guglielmo, Coro)
- N. 7 - Duetto fra Leonora ed Arnoldo Carlo di guerra è il fulmine
- N. 8 - Duetto fra Estella e Carlo L'ombra mira di colei

### Atto III
- N. 9 - Duetto fra Estella e Leonora Qual d'un angelo nel cuore
- N. 10 - Coro ed Aria di Carlo Squillan già di vetta in vetta (Carlo, Coro, Estella)
- N. 11 - Aria di Leonora e Finaletto Or io prego. Deh! lasciate - Vi salvate: il tradimento (Leonora, Guglielmo, Coro, Carlo, Arnoldo, Estella)

## Discografia
| Anno | Cast (Carlo, Leonora, Arnoldo, Estella)                          | Direttore, Orchestra e Coro                                                | Etichetta           |
| ---- | ---------------------------------------------------------------- | -------------------------------------------------------------------------- | ------------------- |
| 2001 | Bruce Ford, Elizabeth Futral, Roberto Frontali, Jennifer Larmore | David Parry, Academy of St. Martin in the Fields e Geoffrey Mitchell Choir | CD Opera Rara ORC21 |